# Acraea pauperata
Acraea pauperata är en fjärilsart som beskrevs av Friedrich Thurau 1903. Acraea pauperata ingår i släktet Acraea och familjen praktfjärilar. Inga underarter finns listade i Catalogue of Life.